# إرفينغ والاس
إرفينغ والاس (بالإنجليزية: Irving Wallace) (و. 1916 – 1990 م) هو كاتب، وكاتب سيناريو، وروائي، وصحفي، وكاتب خيال علمي أمريكي، ولد في شيكاغو، توفي في لوس أنجلوس، عن عمر يناهز 74 عاماً، بسبب سرطان البنكرياس.

## وصلات خارجية
- إرفينغ والاس على موقع IMDb (الإنجليزية)
- إرفينغ والاس على موقع ألو سيني (الفرنسية)
- إرفينغ والاس على موقع أول موفي (الإنجليزية)
- إرفينغ والاس على موقع قاعدة بيانات الأفلام السويدية (السويدية)
- إرفينغ والاس على موقع إن إن دي بي (الإنجليزية)
- إرفينغ والاس على موقع ديسكوغز (الإنجليزية)
- إرفينغ والاس على موقع قاعدة بيانات الفيلم (الإنجليزية)
- إرفينغ والاس على موقع كينوبويسك (الروسية)